# Marine Evacuation System

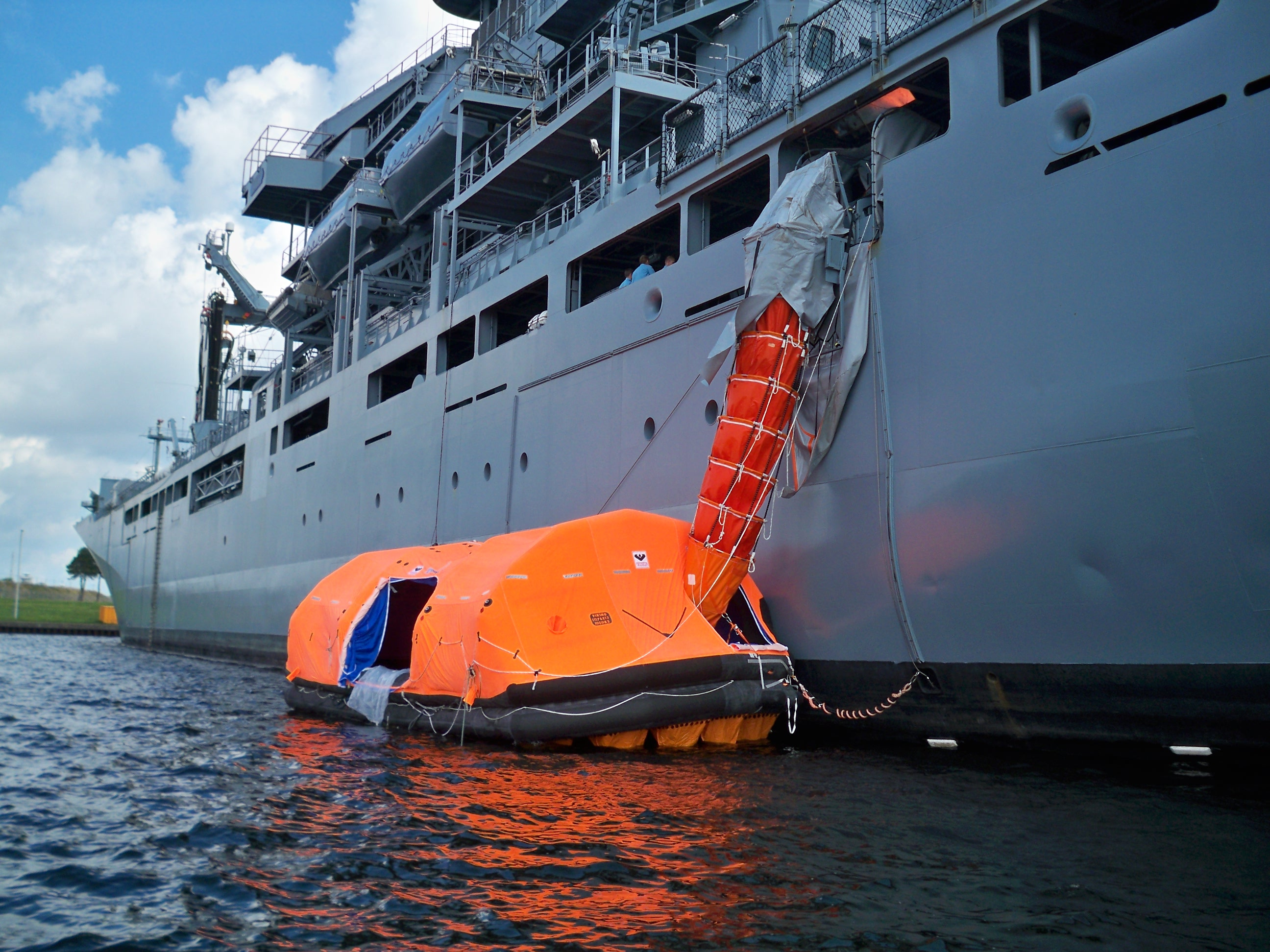
Aktiviertes MES der Frankfurt am Main

Ein Marine Evacuation System (MES, dt.: Schiffsevakuierungssystem) besteht aus einer aufblasbaren Rettungsrutsche oder einem Rettungsschlauch, die mit einem aufblasbaren Rettungsfloß verbunden ist. So können die Personen direkt von der Einbootungsstation in das Floß rutschen, das normalerweise überdacht ist.
MES werden in erster Linie auf Passagierschiffen, d. h. Fähren und Kreuzfahrtschiffen eingesetzt. Vorgeschriebenes Rettungsmittel sind MES nur bei RoRo-Fahrgastschiffen. Bei der Deutschen Marine sind Fregatten und Einsatzgruppenversorger mit MES ausgerüstet worden.
Die bekanntesten Hersteller von Schiffsevakuierungssystemen sind Zodiac, Viking, RFD Beaufort, Liferaft Systems Australia und ALBE Engineering & Consulting GmbH.